# Poy Poy
Poy Poy (ポイッターズ・ポイント Poitter's Point?) es un videojuego de lucha de Konami para PlayStation publicado entre 1997 y 1998.
- Datos: Q1960549